# キャラヴァン (バンド)
キャラヴァン（Caravan）は、イングランド出身のプログレッシブロック・バンド。
「ワイルド・フラワーズ」を始祖とし、同じ枝分かれした「ソフト・マシーン」と共にカンタベリー・ミュージックの礎を築いたグループとして知られる。

## 来歴
1960年代、カンタベリーで活動していたロックバンド「ワイルド・フラワーズ」を母体とする。先に同バンドを脱退していたメンバーによる「ソフト・マシーン」結成に続いて、残留した中心メンバーがワイルド・フラワーズ解散後の1968年にキャラヴァンを結成した。
当バンドは、ロックとジャズの融合を目指し、様々な手法による作品を世に送り出してきた。数多のプログレッシブ・ロック・バンドの中で、「キャメル」と並んで叙情派の音楽で人気を博した。セールス面では大きな成功を得ることはできなかったが、実力を兼ね備えたサウンドを武器に1970年代を中心に活躍した。
同年代後半からはニュー・ウェイヴのムーブメントが到来し、他のプログレ勢と同様にポップなサウンドにシフト・チェンジ。そして行き詰まっていったバンドは、1978年に解散する。
1980年になって再始動し、以降断続的に活動。これまで数多くのオリジナル・アルバムやライブ・アルバムを発表している。2002年に初来日。2005年にも来日公演を開催した。
2013年、結成メンバーのリチャード・コフラン (ドラム) が死去。これにより在籍する創設メンバーは、パイ・ヘイスティングス (ギター、ボーカル) だけとなっている。
2019年、デビュー50周年を記念した日本公演を開催。
2021年、8年ぶりのオリジナルアルバムをリリースし、翌2022年秋には新作に伴う来日ツアーを実施。

## メンバー
※2022年9月時点

### 現ラインナップ
- パイ・ヘイスティングス (Pye Hastings) – ギター、ボーカル (1968年– )
- ジェフリー・リチャードソン (Geoffrey Richardson) – ヴィオラ、ギター、フルート (1972年–1978年、1980年–1981年、1995年– )
- ヤン・シェルハース (Jan Schelhaas) – キーボード (1975年–1978年、2002年– )
- マーク・ウォーカー (Mark Walker) – ドラムス (2010年– )
- リー・ポメロイ (Lee Pomeroy) – ベース (2021年– )

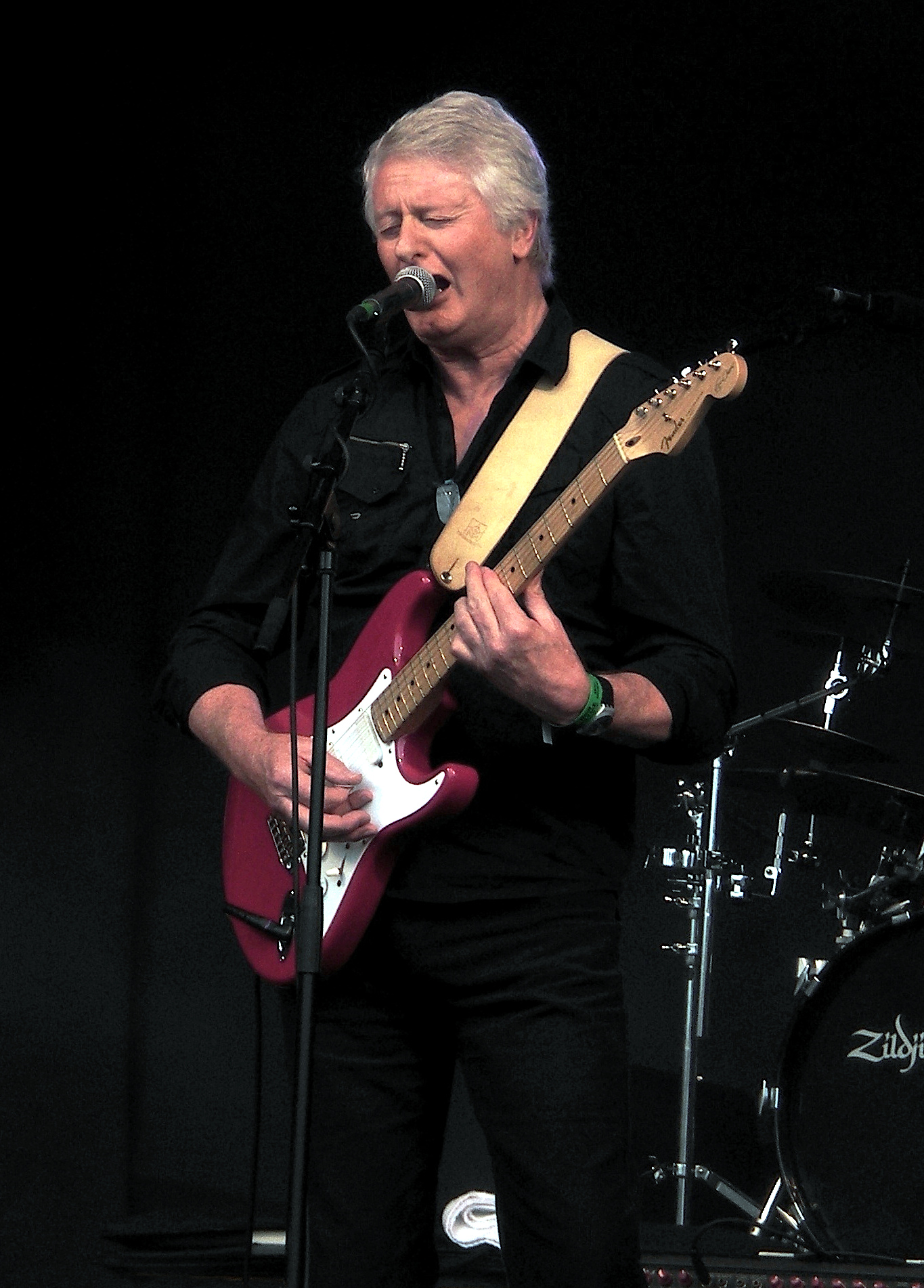
パイ・ヘイスティングス(G/Vo) 2011年
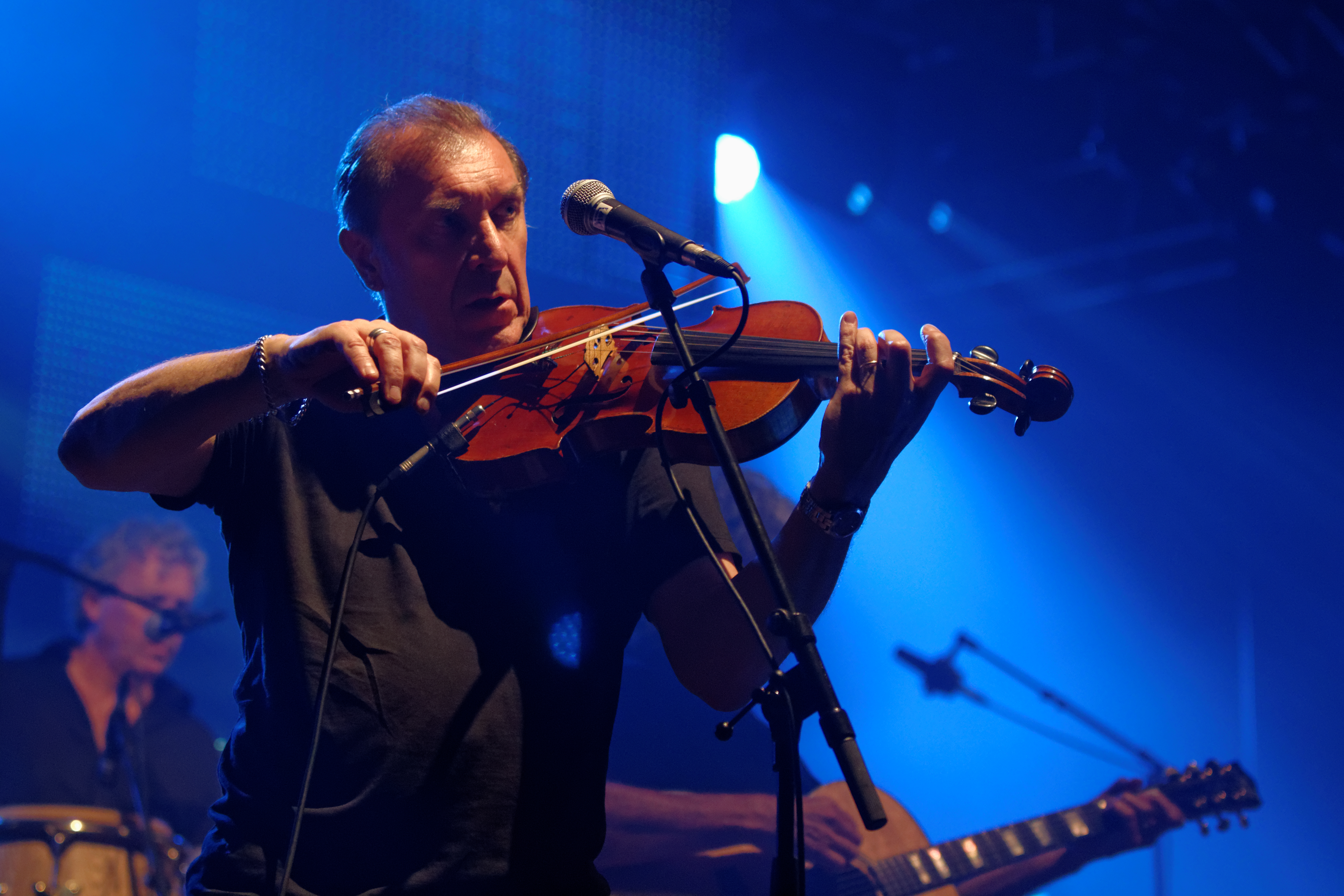
ジェフリー・リチャードソン(Va/G/Fl) 2013年
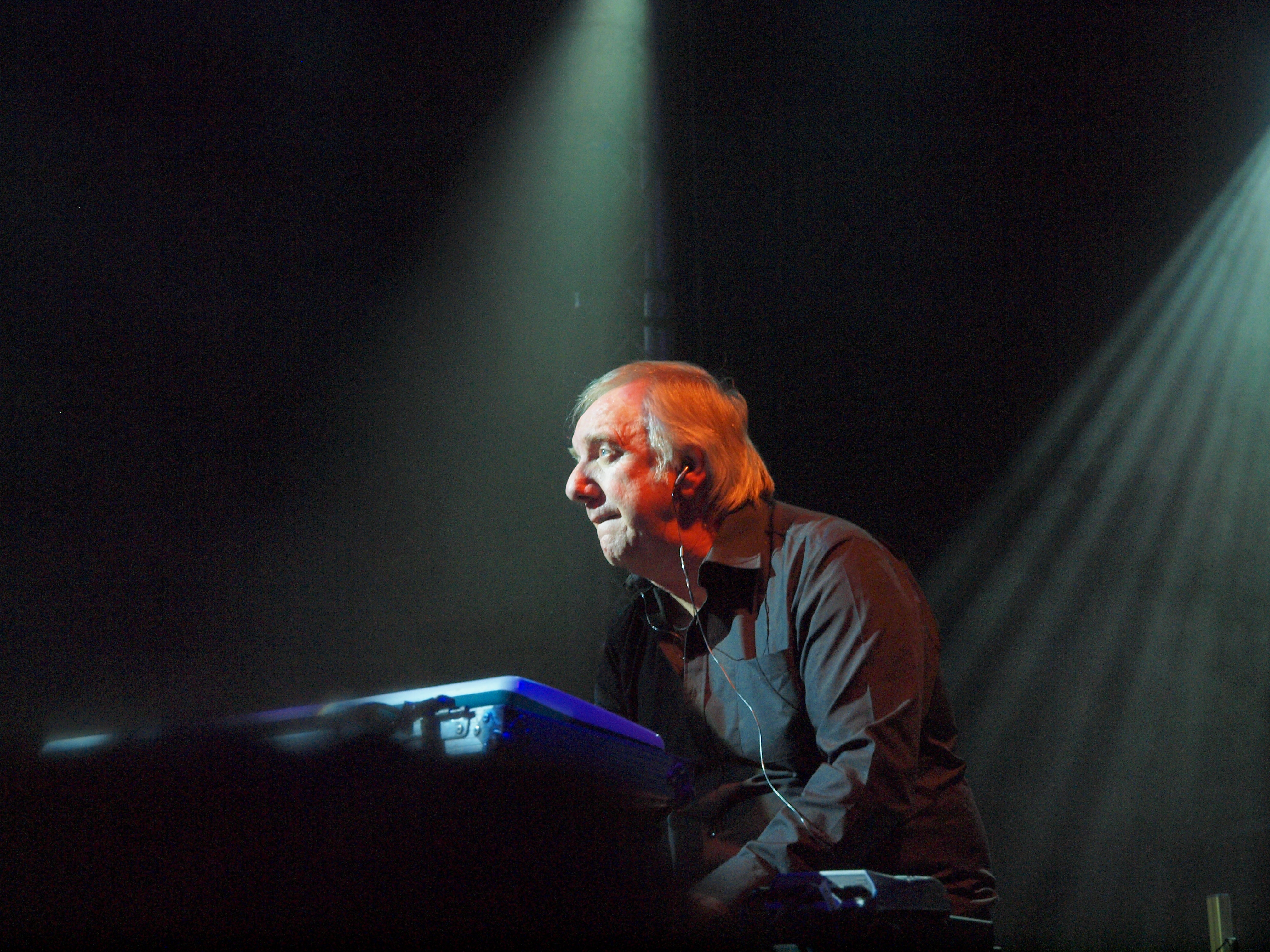
ヤン・シェルハース(Key) 2012年
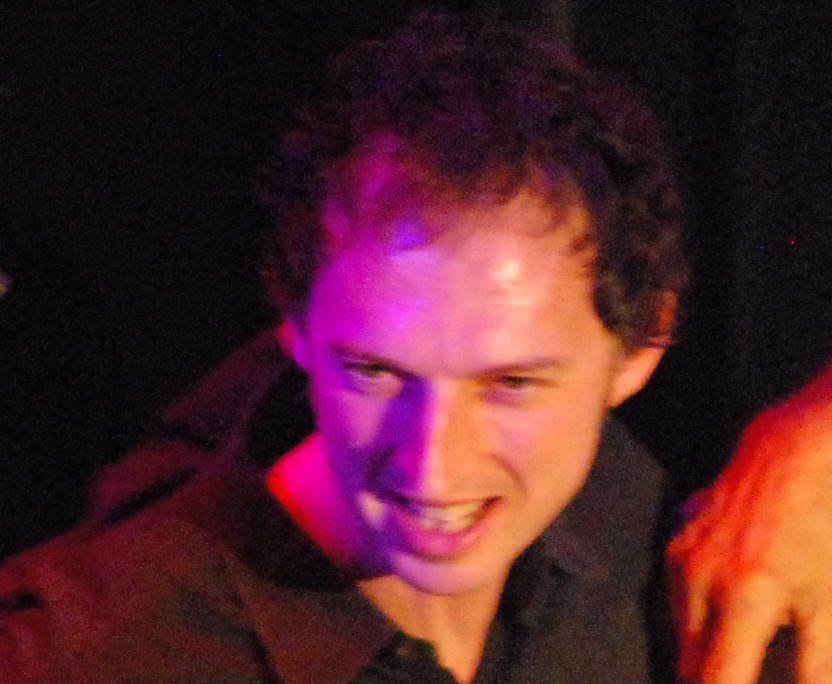
マーク・ウォーカー(Dr) 2010年
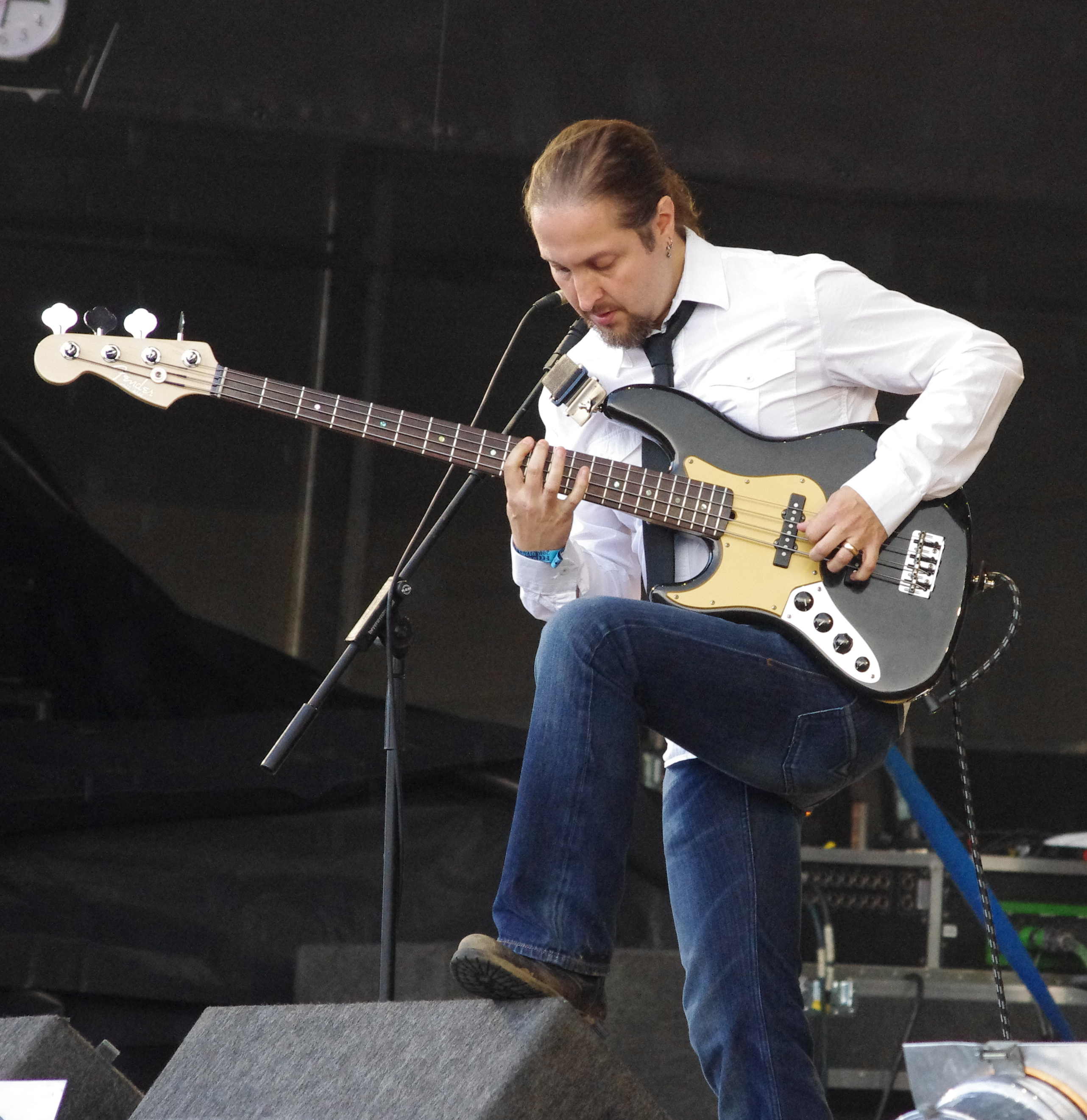
リー・ポメロイ(B) 2010年

### 旧メンバー
- リチャード・コフラン (Richard Coughlan) – ドラムス (1968年–2013年) 2013年死去
- リチャード・シンクレア (Richard Sinclair) – ベース、ボーカル (1968年–1972年、1981年–1985年、1990年–1992年)
- デイヴ・シンクレア (Dave Sinclair) – キーボード (1968年–1971年、1973年–1975年、1980年–1985年、1990年–1992年、1995年–2002年)
- スティーヴ・ミラー (Steve Miller) – キーボード (1971年–1972年)
- デレック・オースティン (Derek Austin) – キーボード (1972年–1973年)
- スチュアート・エヴァンス (Stuart Evans) – ベース (1972年–1973年)
- ジョン・G・ペリー (John G. Perry) – ベース (1973年–1974年)
- マイク・ウェッジウッド (Mike Wedgwood) – ベース (1974年–1976年)
- デク・メセカー (Dek Messecar) – ベース (1976年–1978年、1980年–1981年)
- ダグ・ボイル (Doug Boyle) – ギター (1996年–2007年)
- サイモン・ベントール (Simon Bentall) – パーカッション (1996年–1997年)
- ジミー・ヘイスティングス (Jimmy Hastings) – サクソフォーン、フルート (1996年–1997年) 2024年死去 ※パイ・ヘイスティングスの実兄
- ジム・レヴァートン (Jim Leverton) – ベース (1995年– 2021年)

## ディスコグラフィ

### スタジオ・アルバム
- 『キャラヴァン・ファースト・アルバム』 - Caravan (1968年)
- 『キャラバン登場』 - If I Could Do It All Over Again, I'd Do It All Over You (1970年)
- 『グレイとピンクの地』 - In the Land of Grey and Pink (1971年)
- 『ウォータールー・リリー』 - Waterloo Lily (1972年)
- 『夜ごとに太る女のために』 - For Girls Who Grow Plump in the Night (1973年)
- 『ロッキン・コンチェルト』 - Cunning Stunts (1975年)
- 『聖ダンスタンス通りの盲犬』 - Blind Dog at St. Dunstans (1976年)
- 『ベター・バイ・ファー』 - Better by Far (1977年)
- 『ジ・アルバム』 - The Album (1980年)
- 『バック・トゥ・フロント』 - Back to Front (1982年)
- 『クール・ウォーター』 - Cool Water (1994年)
- 『ヘイスティングスの戦い』 - The Battle of Hastings (1995年)
- 『アンオウソライズド・ブレックファスト』 - The Unauthorized Breakfast Item (2003年)
- Paradise Filter (2013年)
- 『イッツ・ナン・オブ・ユア・ビジネス』 - It's None Of Your Business (2021年)

### ライブ・アルバム
- 『キャラヴァン&ニュー・シンフォニア』 - Caravan and the New Symphonia (1974年)
- 『ライヴ・アット・ザ・フェアフィールド・ホールズ1974～ザ・ベスト・オブ・キャラヴァン・ライヴ』 - The Best Of Caravan "Live" (1980年)
- BBC Radio 1 Live in Concert (1991年)
- 『ライヴ1990』 - Live 1990 (1992年)
- Live:Canterbury Comes to London  (1997年)
- 『ソングス・フォー・オブリヴィオン・フィッシャーメン』 - Songs for Oblivion Fishermen (1998年)
- 『イーサー・ウェイ』 - Ether Way (1998年)
- 『サプライズ・サプライズ(ライヴ1975)』 - Surprise Supplies (1999年)
- 『グリーン・ボトルス・フォー・マージョリー』 - Green Bottles for Marjorie:The Lost BBC Sessions (2002年)
- A Night's Tale (2003年)
- Nowhere to Hide (2003年)
- With Strings Attached (2003年)
- The Show of Our Lives – Caravan at the BBC 1968–1975 (2007年)

### コンピレーション・アルバム
- 『オール・オーヴァー・ユー≪ベスト・ソングズ・オブ・キャラヴァン≫』  - All Over You (1996年)
- All Over You...Too (1999年)